# Scacchi alla XXVI Universiade
Il torneo di scacchi alla XXVI Universiade si è svolto dal 15 al 21 agosto 2011 nella Meihua Hall dello Shenzhen Conference and Exhibition Center.

## Podi
| Evento                | Oro         | Argento                 | Bronzo     |
| Individuale maschile  | Li Chao     | Wang Hao                | Wang Yue   |
| Individuale femminile | Tan Zhongyi | Batchujagijn Môngôntuul | Huang Qian |
| Squadre miste         | Cina        | Ucraina                 | Georgia    |

## Medagliere
| Posizione | Paese    |   |   |   | Totale |
| --------- | -------- | - | - | - | ------ |
| 1         | Cina     | 3 | 1 | 2 | 3      |
| 2         | Mongolia | 0 | 1 | 0 | 1      |
| 2         | Ucraina  | 0 | 1 | 0 | 1      |
| 4         | Georgia  | 0 | 0 | 1 | 1      |
| Totale    | Totale   | 3 | 3 | 3 | 9      |